# Золотая (бухта, Японское море)
Золотая — бухта на крайнем северо-востоке Приморского края. Относится к акватории Татарского пролива Японского моря. Западный входной мыс — мыс Зелёный, восточный — мыс Бакланий. Открыта к югу, вдается в материк на 0,9 км. Ширина у входа 3,73 км. Глубина до 12 м. Площадь поверхности — 1,87 км².
Западный берег низкий. От мыса Зелёный до устья реки Жёлтая протягивается галечниковый пляж. Он является самым северным отрезком Самаргинского Взморья — 50-ти километрового пляжа, самого протяжённого в Приморском крае. К востоку от устья Жёлтой расположен портпункт Адими — причалы и склад древесины ОАО «Тернейлес». Далее, до м. Бакланий на 0,9 км протягивается каменистый берег. Вода в реке Жёлтая имеет ярко выраженный жёлтый цвет, хотя и прозрачна. Вблизи устья вода в бухте также имеет желтоватый оттенок.
Бухта является конечной точкой грузопассажирской линии Пластун — Светлая — Адими (ЛЗУ «Самаргинский»). В середине XX века в бухте располагался посёлок Адими. Ныне ближайший населённый пункт к бухте — с. Самарга, в 10 км.